# Чиуауа (город)
Чиуа́уа (исп. Chihuahua) — город на севере Мексики, административный центр штата Чиуауа, входит в состав одноимённого муниципалитета и также является его административным центром. С 1864 по 1867 год — место размещения республиканского правительства Мексики. Численность населения, по данным переписи 2010 года, составила 809 232 человека.

## История

### Колониальная история
В Доколумбову эпоху на территории сегодняшнего штата Чиуауа обитали индейские племена, говорившие на астекских языках, занимавшиеся охотой, собирательством и (некоторые из них) примитивным земледелием. Считается, что само название Чиуауа произошло из языка туземцев, но его точное значение не известно. Основные гипотезы — сухое место или между двух рек.
Первыми белыми, побывавшими здесь, стали испанцы из экспедиции Франциско де Ибарры в 1562 году.
Город был основан 12 октября 1709 года испанским исследователем Антонио Деза-и-Улоа, получив название El Real de Minas de San Francisco de Cuéllar. Место для города было выбрано благодаря слиянию здесь двух рек — Сакраменто и Чувискар, а также в связи с его расположением на полпути между Рио-Гранде и важным горнодобывающим центром того времени городом Парраль. В 1718 году власти Новой Испании официально присвоили поселению статус города, а в 1823 году он получил своё нынешнее имя.
Бурные события Мексиканской войны за независимость почти не затронули город, хотя именно здесь в 1811 году был казнён роялистами один из руководителей повстанцев, боровшихся за независимость Мексики, Мигель Идальго.

### В составе Мексики
Во время Американо-мексиканской войны Чиуауа была занята американцами после того, как 28 февраля 1847 года в сражении на реке Сакраменто (в 20 километрах к северу от города) 940 американцев под командованием Александра Донифана наголову разгромили впятеро превосходящий их по численности мексиканский отряд (американцы потеряли 2 человек убитыми и 11 раненными, мексиканцы — около 300 убитыми и 40 пленными, а также всю артиллерию и обоз, число раненных точно не известно). Чиуауа оставалась под контролем США вплоть до конца войны.

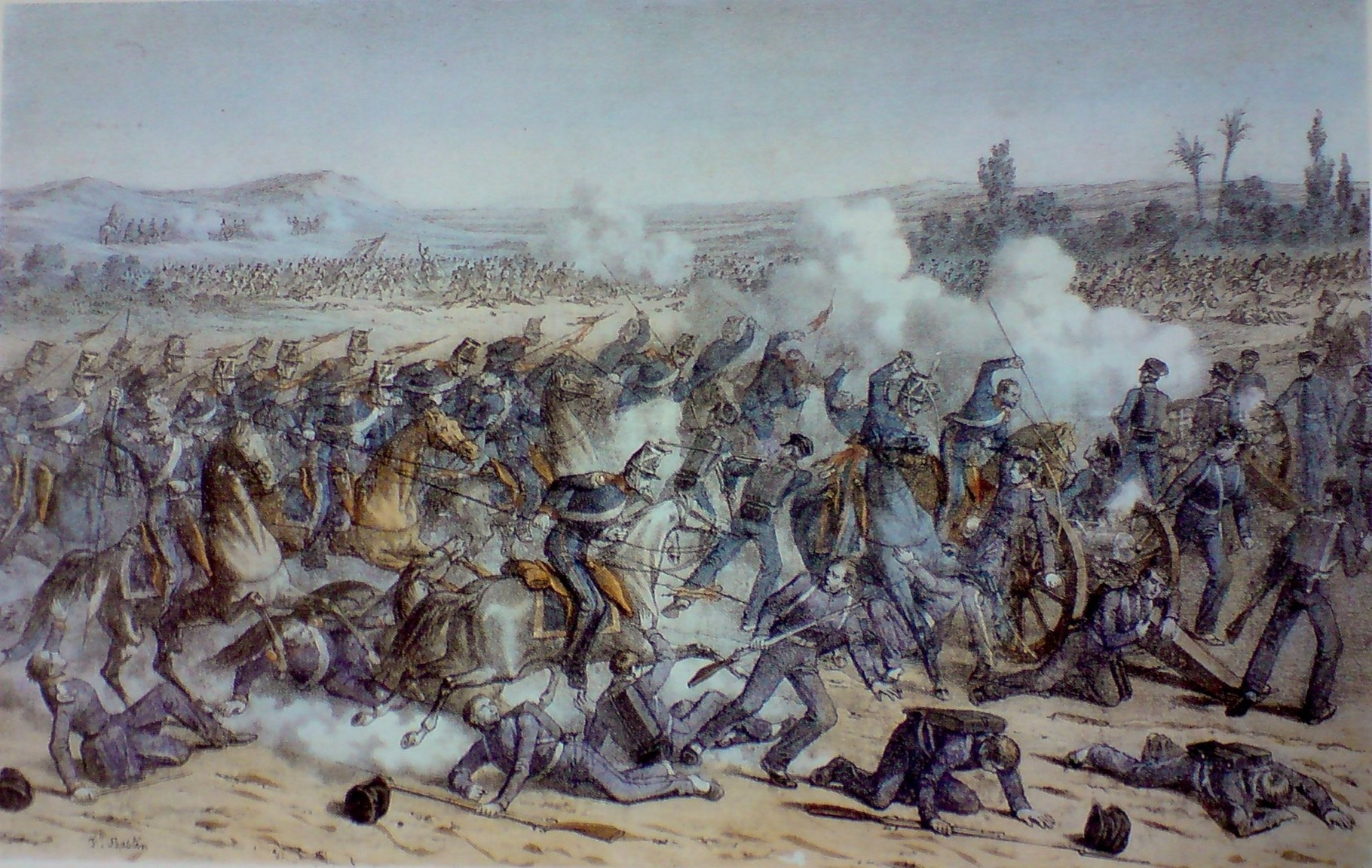
Битва на Сакраменто

Захват Мехико французами во время интервенции привёл к образованию республиканского правительства президента Бенито Хуреса, которое размещалось в Чиуауа с 1864 по 1867 годы. Это повлекло за собой стремительное развитие города, продолжившееся и после ухода французов. К концу XIX века Чиуауа являлась одним из крупнейших городов главных экономических центров Мексики.
Во время Мексиканской революции Чиуауа много раз захватывался противоборствующими сторонами и был оплотом Панчо Вильи.
Город пережил второй экономический бум в 1990-х, когда многие американские корпорации переносили свои производства в Мексику. Близость к американо-мексиканской границе, дешёвая и сравнительно качественная рабочая сила и развитая инфраструктура побудили значительное число компаний остановить свой выбор на Чиуауа.
Начиная с 2000-х Чиуауа страдает от вспышек насилия, связанных с борьбой наркокартелей друг с другом и с правоохранительными органами. Хотя с 2010 года число убийств в городе пошло на спад, уровень преступности остаётся очень высоким. Чиуауа является оплотом крупнейшего в Мексике наркокартеля Синалоа.

## География и климат
Город расположен в холмистой местности на западной окраине пустыни Чиуауа, у слияния рек Сакраменто и Чувискар, на высоте полтора километра над уровнем моря.
Климат Чиуауа полупустынный, с жарким, умеренно-дождливым летом и прохладной, сухой зимой. Обычно за зиму в городе происходит 1-2 снегопада.
| Показатель                                | Янв. | Фев. | Март | Апр. | Май  | Июнь | Июль | Авг. | Сен. | Окт. | Нояб. | Дек. | Год  |
| ----------------------------------------- | ---- | ---- | ---- | ---- | ---- | ---- | ---- | ---- | ---- | ---- | ----- | ---- | ---- |
| Абсолютный максимум, °C                   | 35,0 | 32,0 | 34,0 | 39,0 | 41,0 | 41,0 | 42,0 | 39,0 | 39,0 | 35,0 | 35,0  | 29,0 | 42,0 |
| Средний суточный максимум, °C             | 16,6 | 19,3 | 22,9 | 26,5 | 30,0 | 32,9 | 31,2 | 29,7 | 27,7 | 25,3 | 21,0  | 17,6 | 25,1 |
| Средняя температура, °C                   | 9,2  | 11,6 | 15,2 | 18,9 | 22,4 | 25,9 | 25,2 | 23,9 | 21,8 | 18,1 | 13,4  | 10,0 | 18,0 |
| Средний суточный минимум, °C              | 1,8  | 3,9  | 7,4  | 11,3 | 14,9 | 18,9 | 19,3 | 18,0 | 15,9 | 10,9 | 5,8   | 2,4  | 10,9 |
| Абсолютный минимум, °C                    | −15  | −18  | −7   | −3   | 4,0  | 9,0  | 11,0 | 10,0 | 4,0  | −3   | −7    | −10  | −18  |
| Норма осадков, мм                         | 13   | 5    | 6    | 13   | 21   | 45   | 101  | 105  | 91   | 26   | 10    | 13   | 448  |
| Источник: Servicio Meteorológico Nacional |      |      |      |      |      |      |      |      |      |      |       |      |      |

## Население

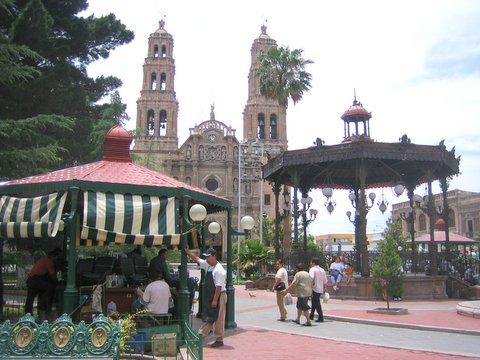
Исторический центр города

По данным Национального института статистики и географии Мексики население города в 2010 году составило 810 тыс. человек, что делает Чиуауа вторым по величине городом штата (после Сьюдад-Хуареса) и двенадцатым в Мексике.
Население Чиуауа является одним из самых «белых» среди крупных городов страны — около 80 % горожан относятся к белым, остальные — к метисам. Более 80 % жителей — католики, также в Чиуауа проживает крупнейшая в Мексике община меннонитов (около 50 тыс. человек, половина меннонитской общины страны).
Чиуауа традиционно занимает верхние строчки в рейтингах мексиканских городов по таким показателям, как ожидаемая продолжительность жизни, уровень образования и дохода горожан, а также ИРЧП.

## Экономика
Чиуауа является одним из главных промышленных центров Мексики. В городе 9 промзон, в которых размещено 79 крупных сборочных предприятий (т. н. «макиладора»), принадлежащих иностранным корпорациям (в основном американским), в том числе Форд, Сумитомо, Ханивелл и LG.
Другими важными отраслями городской экономики являются сфера услуг, розничная торговля, строительство и лёгкая промышленность. В окрестностях города ведётся добыча цинка и серебра.

## Транспорт
Чиуауа обслуживается Международным аэропортом имени генерала Роберто Фьерро Вильялобоса (IATA: CUU, ICAO: MMCU) с пассажирооборотом 855 тыс. человек в год (2012). Регулярные авиарейсы выполняются во все основные города Мексики, а также в Даллас и Хьюстон.
Железная дорога Чиуауа — Тихий океан (исп. Ferrocarril Chihuahua al Pacífico, или El Chepe), соединяющая город с портом Лос-Мочис, используется как для грузо-пассажирских перевозок, так и в туристических целях. Две другие железнодорожные линии, проходящие через Чиуауа, используются только для грузоперевозок.
В Чиуауа пересекаются два федеральных шоссе — № 16 (Эрмосильо — Охинага) и № 45 (Сьюдад-Хуарес — Делисьяс).
Общественный транспорт представлен автобусами-экспрессами ViveBús (одна линия, 21 километр), а также множеством небольших частных перевозчиков.

## Города-побратимы
- Альбукерке, США
- Пуэбло, США